# Paté Paris
Paté Paris je zaniklá stavba v Paříži, která byla postavena v roce 1711 na nábřeží Seiny. Nechal ji postavit Antoine Paris (1668–1733), finančník Ludvíka XIV.

## Historie
Oblast Bercy byla na konci vlády Ludvíka XIV. oblíbená pro své umístění na Seině, na venkově mimo centrum města. Nacházely se zde proto luxusní rezidence. Antoine Paris spolu se svým bratrem Claudem zakoupili v roce 1711 pozemek v prostorách dnešního parku Bercy a nechali zde vystavět pavilon se čtvercovým parkem okolo. Autorem stavby byl architekt François Mansart. Stavba byla nazývána Pâté-Paris  (tj. Parisova paštika). Blízkost Seiny však byla nevýhodou, neboť byla stavba často zaplavována rozvodněnou řekou a pavilon tak byl neobyvatelný. Antoine Paris nemovitost prodal finančníkovi Robergovi de Boismorelovi.
Jižně od tohoto pavilonu se rozkládal největší zámek v této oblasti – Château de Bercy. Výstavbu započal v roce 1658 architekt Louis Le Vau a dokončil ji roku 1708 královský architekt Charles de la Guépière. Zámecký park vytvořil André Le Nôtre. Samotný zámek ležel na území dnešního města Charenton-le-Pont a zanikl. Stejně tak byl zbořen i pavilon. Během demolice skladů v Bercy byla odkryta část jeho fasády, která je nyní uchována v parku Bercy.